# Dunton (Bedfordshire)
Pour l’article homonyme, voir Dunton.
Dunton, est un village et une paroisse civile du Central Bedfordshire, en Angleterre.

## Histoire

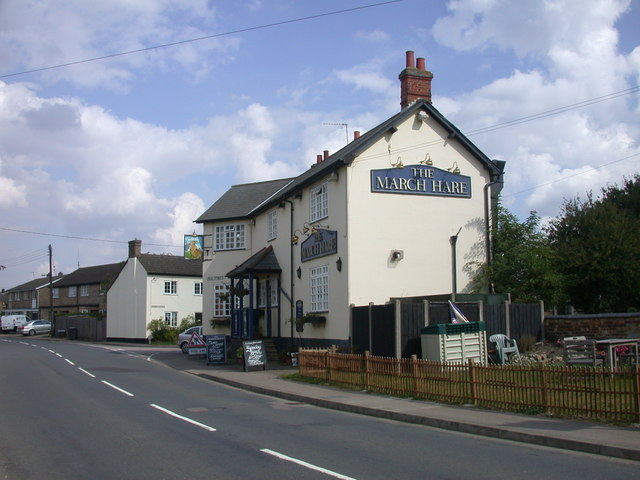
The March Hare, Dunton.